# Roberto Stocchi
Roberto Stocchi (Roma, 8 novembre 1961) è un doppiatore, direttore del doppiaggio e attore italiano.

## Biografia
Ha doppiato gli attori Zach Galifianakis, Toby Jones, Chris Penn, Timothy Spall e Wayne Knight in diversi ruoli e ha partecipato all'edizione italiana di vari film di animazione, fra cui In viaggio con Pippo, A Bug's Life - Megaminimondo e Tarzan; nelle serie animate è la voce di Klaus, il pesce rosso di American Dad!, Uncle Grandpa nell'omonima serie e ha doppiato Bob Belcher in Bob's Burgers fino alla prima metà della decima stagione, per poi essere sostituito nel ruolo da Mino Caprio. Ha inoltre commentato, insieme a Francesca Draghetti, un'edizione di Takeshi's Castle andata in onda su Cartoon Network e Boing. Nella stagione 1998/99 è apparso nella trasmissione di Rai 1 In bocca al lupo! all'interno di una finestrella posta sotto la ruota del gioco Attenti al lupo, da dove ironizzava su quello che avveniva in studio. Attore di cinema, televisione e teatro,  ha interpretato Romeo Fortini nella serie Raccontami andata in onda su Rai 1.
Ha partecipato al doppiaggio inglese, diretto da Francesco Vairano, del film Pinocchio di Matteo Garrone del 2019, doppiando il personaggio del custode della scuola, interpretato da Pietro Fornaciari.
Dal 1998 al 2004 è stato presidente dell'ANAD (Associazione Nazionale Attori Doppiatori) in sostituzione di Claudio Sorrentino.

## Doppiaggio

### Film
- Zach Galifianakis in Una notte da leoni, Bored to Death - Investigatore per noia,  Parto col folle,  Una notte da leoni 2,  I Muppet,  Candidato a sorpresa,  Una notte da leoni 3,  Muppets 2 - Ricercati,  Le spie della porta accanto,  Masterminds - I geni della truffa,  Between Two Ferns - Il film, Only Murders in the Building
- Timothy Spall in Hamlet, Harry Potter e il prigioniero di Azkaban, Lemony Snicket - Una serie di sfortunati eventi, Harry Potter e il calice di fuoco, Harry Potter e i Doni della Morte - Parte 1
- Chris Penn in Beethoven 2, Kiss Kiss (Bang Bang), Poliziotto speciale, Corky Romano - Agente di seconda mano, The Darwin Awards - Suicidi accidentali per menti poco evolute
- Richard Kind in A Serious Man, Rifkin's Festival, The Out-Laws - Suoceri fuorilegge, Wolfs - Lupi solitari
- Toby Jones in Red Lights, Neverland - Un sogno per la vita, The Mist, Tetris
- Wayne Knight in Space Jam, Basic Instinct (ridoppiaggio), Punisher - Zona di guerra, Darby Harper - Consulenza fantasmi
- Mark Hadlow in Lo Hobbit - Un viaggio inaspettato, Lo Hobbit - La desolazione di Smaug, Lo Hobbit - La battaglia delle cinque armate
- Luis Guzmán in Black Rain - Pioggia sporca, Un piedipiatti a Beverly Hills - Axel F, Havoc
- Will Sasso in I tre marmittoni, Super Troopers 2
- Jeremy Swift in Oliver Twist, Fred Claus - Un fratello sotto l'albero
- Forest Whitaker in Rogue One: A Star Wars Story, Black Panther
- Wayne Duvall in Nella valle di Elah, In amore niente regole
- Sam Troughton in Mank, Napoleon
- Philip Seymour Hoffman ne Il grande Lebowski
- Brian Tahash in Una settimana da Dio
- Louis C.K. in Blue Jasmine
- Eugene Levy in Una notte al museo 2 - La fuga
- Richard McCabe in Notting Hill
- Peter Tait ne Il Signore degli Anelli - Il ritorno del re
- Dov Davidoff in Imbattibile
- Eddie Marsan in 21 grammi
- Gino Cafarelli in Capone
- Taylor Wily in Non mi scaricare
- Stephen Root in L'uomo che fissa le capre
- Andy Richter in Scary Movie 2
- Ben Crompton in La carica dei 102 - Un nuovo colpo di coda
- E.J. Carroll in Stanno tutti bene - Everybody's Fine
- Nathan Lane in Lo schiaccianoci
- Mark Williams in Shakespeare in Love
- Ron Prather in Il mondo di Arthur Newman
- Oliver Platt in X-Men - L'inizio
- Michael Chernus in Spider-Man: Homecoming
- Urbain Cancelier in Belle & Sebastien
- Horatio Sanz in The Wedding Party
- Aasif Mandvi in Ricatto d'amore
- Ian Mercer in Master & Commander - Sfida ai confini del mare
- Mike Howard in The Master
- Mikel Murfi in Jimmy's Hall - Una storia d'amore e libertà
- Will Arnett in Dolittle
- Bugs Bhargava in Stelle sulla terra
- Dane Rhodes in Cool Dog
- Pietro Fornaciari in Pinocchio (film 2019, versione inglese)
- Guardia in Shutter Island
- Arthur J. Nascarella in La maledizione dello scorpione di giada
- Máté Haumann in Oppenheimer
- Gyton Grantley in Picchiarello al campo estivo
- Urbain Cancelier in Belle & Sebastien - L'avventura continua

### Serie televisive
- Leslie Jordan in Will & Grace, Hidden Palms, The Cool Kids
- Wayne Knight in Hot in Cleveland, La verità sul caso Harry Quebert, Torchwood: Miracle Day
- Richard Kind in Law & Order - Unità vittime speciali, The Watcher, Young Sheldon
- Raymond Cruz in Breaking Bad, Better Call Saul
- David Arquette e Clint Howard in My Name Is Earl
- David Zayas in Dexter
- Kurt Sutter in Sons of Anarchy
- Stephen Graham in Boardwalk Empire - L'impero del crimine
- Bill Chott e Brian Scolaro (1ª voce) in I maghi di Waverly
- Rondell Sheridan in Raven
- Stephen Kramer Glickman in Big Time Rush
- Louis Lombardi in 24
- Nick Jameson in Alias
- Nick Offerman in Parks and Recreation
- Windell D. Middlebrooks in Zack e Cody sul ponte di comando
- Christopher Heyerdahl in Sanctuary
- Vas Blackwood in My Spy Family
- Pruitt Taylor Vince in The Walking Dead
- Kevin Chamberlin in Jessie
- Mel Rodriguez in The Last Man on Earth
- Billy Gardell in Mike & Molly
- Patch Darragh in Everything Sucks!
- Ricky Gervais in After Life
- Kim Eui-sung in Black Knight
- Joe Pantoliano ne I Soprano
- Brent Sexton in Bosch
- Grégory Gadebois in Zorro
- Christian Stolte in Chicago Fire
- Forest Whitaker in Andor
- Bernd Michael Lade in Last Cop - L'ultimo sbirro
- Fred Armisen in Mercoledì
- Guillermo del Toro in Cabinet of Curiosities
- Albert Pretorius in One Piece
- Will Sasso in Young Sheldon

### Film d'animazione
- Tantor in Tarzan, Tarzan & Jane
- Heimlich in A Bug's Life - Megaminimondo; Al McWhiggin e Heimlich in Toy Story 2 - Woody e Buzz alla riscossa
- Cuoco della locanda ne Le follie dell'imperatore e Le follie di Kronk
- Gas Gas in Cenerentola II - Quando i sogni diventano realtà, Cenerentola - Il gioco del destino
- Bongo in Dragon Ball - La leggenda delle sette sfere
- Lester in In viaggio con Pippo
- L'Orso giallo ne La freccia azzurra
- Topo #1 in La gabbianella e il gatto
- Diaboromon in Digimon - Il film
- Hugo ne Il gobbo di Notre Dame II
- Baboon Kaboom in Le Superchicche - Il film
- Button ne La principessa sul pisello (2002)
- Cottontail Smith in Looney Tunes: Back in Action
- Torvo in Kate - La bisbetica domata
- Scimmia presentatrice ne Il libro della giungla 2
- Bartolomeo Due Leoni in I Cavallegri
- Garces in El Cid - La leggenda
- Bassotto #1 in Topolino, Paperino, Pippo: I tre moschettieri
- Ambasciatore Bismarck in Barbie - La principessa e la povera
- Cittadino newyorkese notturno in Madagascar
- Bigweld in Robots
- Screwie in Piccolo grande eroe
- Camo in Uno zoo in fuga
- Dr. Carver in La famiglia Proud - Il film
- Reilly in Boog & Elliot - A caccia di amici
- Dolph in Cappuccetto Rosso e gli insoliti sospetti
- Ernie in Nome in codice: Brutto Anatroccolo
- Bering in Koda, fratello orso 2
- Mosca in Ant Bully - Una vita da formica
- Buzzwell in Bee Movie
- Rhino in Bolt - Un eroe a quattro zampe
- Cheeks ne La sirenetta: Quando tutto ebbe inizio
- Julius in Niko - Una renna per amico
- Reggie ne La principessa e il ranocchio
- Squeeze in Astro Boy
- Fezziwig in A Christmas Carol
- Loo ne La leggenda della montagna incantata
- Doc in Rango
- Aristide Filaticcio ne Le avventure di Tintin - Il segreto dell'Unicorno
- Idra in Hotel Transylvania
- Ciambellino in Ralph Spaccatutto
- Kiki in Il castello magico
- Socrate il gufo ne Il magico mondo di Oz
- Obesino in Ooops! Ho perso l'arca
- Walter Nelson Jr. in Minions
- Porcellino ne Il libro della giungla (2016)[4]
- Il giudice Beccozampa in Angry Birds - Il film
- Stan ne Il viaggio di Norm
- Ray Reverham in Cars 3
- Dr. Gnome Watson in Sherlock Gnomes
- Cicala in Leo da Vinci - Missione Monna Lisa
- Biggie in Birba - Micio combinaguai
- Donald Moderate in One Piece Stampede - Il film
- Evo in Deep - Un'avventura in fondo al mare
- Clonebrane in Invader Zim e il Florpus
- Zio Tony in Wonder Park
- Leopold in Arctic - Un'avventura glaciale
- Arkadimon in Digimon Adventure: Last Evolution Kizuna
- Bubbles in Trash - La leggenda della piramide magica
- Gocchi in Arrivederci, Tyrano
- Frank in Back to the Outback - Ritorno alla natura
- Sumo in Paws of Fury - La leggenda di Hank
- Sindaco in Steve - Un mostro a tutto ritmo
- Rootie in Luck
- Capo della polizia in Ernest e Celestine - L'avventura delle 7 note
- Lord Monroe in Il fantasma di Canterville
- Henry in Garfield - Una missione gustosa
- Dr. Jumba Jookiba in Lilo & Stitch
- Dodoria in Dragon Ball Z - Le origini del mito

### Serie animate
- Carl Carlson (st.8, ep.9x4-9x12), Serpente (st. 8), Eddie (st. 8) e varie voci ne I Simpson
- Tantor in La leggenda di Tarzan
- Douglas Douglas, Bill Clinton e Panzman in Freakazoid!
- Hugo, Tantor e Babbo Natale in House of Mouse - Il Topoclub[5]
- Tim l'orso, Hank Hill e Zach Galifianakis in The Cleveland Show
- DemiDevimon e Sukamon in Digimon Adventure
- Vari personaggi ne I Griffin
- Mr. Ponds in Anfibia
- Capitano Dyce in Conan il ragazzo del futuro
- Jawambo in Shutendoji
- Runt in Animaniacs
- Ettore ne I misteri di Silvestro e Titti
- Dwayne Bouffant in Manny tuttofare
- Beppe Parapiglia in Darkwing Duck
- Scavenger in Cutey Honey - La combattente dell'amore
- Igor in Toonsylvania
- Allenatore della Saint Francis in Che campioni Holly e Benji!!!
- Squioguts in Medarot
- Kanie in A-Kite
- Pig in Barnyard - Ritorno al cortile
- Boskov in Brutti e cattivi
- Johnny Bugz in Gary the Rat
- Ironhide in Transformers: Energon
- Kensaku Isami in Brain Powerd
- Vladimir Keitawa in Shuriken School
- Daisuke Hyuga in Pretty Cure Splash Star
- Maialino in Shin Chan
- Babbo Natale in Pucca
- Armadillomon in Digimon Adventure 02
- Max ne I pinguini di Madagascar
- Mole in Cip & Ciop agenti speciali
- Hugo in Titeuf
- Sindaco Pensabene in Lazy Town
- Burt Burtonburger in Kid vs. Kat - Mai dire gatto
- Hitoshi Demegawa in Death Note
- Fiocco di neve in Stuart Little
- Uncle Grandpa in Uncle Grandpa
- Dave in Squitto lo scoiattolo
- Sig. Pesky in Maggie
- Big the Cat in Sonic X
- Venditore in Lilo & Stitch
- Meat in Ultimate Muscle
- Motor Ed in Kim Possible
- Dosu in Kung Fu Panda - Mitiche avventure
- Dr. Lincoln in Nome in codice: Kommando Nuovi Diavoli
- Pat (2ª voce) in Pat & Stan
- Gongolo in I 7N
- Helios in Marco e Star contro le forze del male
- Otto in Super Robot Monkey Team Hyperforce Go!
- Nidhiki in Bionicle: Le leggende di Metru Nui
- Rullo in Bob aggiustatutto
- Chef Todd Fisher in United States of Bacon
- Bob Belcher in Bob's Burgers (1ª voce, st. 1-10x11)
- Centauro del fato in Le Superchicche
- Hank Hill in King of the Hill
- Denim in Mobile Suit Gundam GQuuuuuuX
- Saw Gerrera in Star Wars Rebels
- Klaus Heissler in American Dad!
- Dottor Octopus in Spectacular Spider-Man
- Cicala in Leo da Vinci
- Archibald in 44 gatti
- Gross ne L'attacco dei giganti
- Vanbo in Solar Opposites
- Professore in Neon Genesis Evangelion (2º doppiaggio)
- BarbaFeroce in SamSam il cosmoeroe
- Alexandria Meat in Ultimate Muscle
- DarkVlad in Wakfu (st. 3)
- Uncle Grandpa in Uncle Grandpa
- Fuyuo Kawaguchi in Desert Punk

### Videogiochi
- Brok in God of War,[6] God of War Ragnarök
- Tomotsogu (cappello di paglia), Il Lupo nero, Generale Harounouri, Harunobu Adachi e Yamato in Ghost of Tsushima[7]
- Chris Haversam, Marcus e vari ghoul in Fallout: New Vegas
- Il Musicista e il Regista in Death Stranding[8]
- Garlen e Super Garlen in Klonoa Beach Volleyball[9]
- Ernesto Cruz ed Elvez in Total Overdose: A Gunslinger's Tale in Mexico
- Mago e Guerriero in Trine
- Sultano in Prince of Persia: Le sabbie del tempo [10]
- Vecchio Veggente in Prince of Persia: Spirito guerriero [10]
- Augusto De Marinis in Camera Café 2
- Mephisto in Ghost Rider
- Jazz Cat in Topolino Prescolare[11]
- Grugno in Heavenly Sword[12]
- Martian Manhunter in Justice League Heroes
- Cormac in Il Regno Di Ga'Hoole - La Leggenda dei Guardiani: Il videogioco
- Colonnello Vanek in F.E.A.R. 2: Project Origin[13]
- Il Professore in Ape Escape 2[14]
- Re Orso in Puppeteer
- Tenente Kozlov in Call of Duty
- Saw Gerrera in Star Wars Jedi: Fallen Order
- Stan Beals in Ant Bully - Una vita da formica[15]
- Fehn Digler in Beyond Good & Evil[16]
- Fantasma Ian in Epic Mickey 2: L'avventura di Topolino e Oswald[17]
- Button Gwinneth in Fallout 3[18]
- Morris Odell in Tom Clancy's Splinter Cell

## Filmografia

### Cinema
- Il conte Max di Christian De Sica (1991)
- Mille bolle blu di Leone Pompucci (1993)
- Il grande botto di Leone Pompucci (2000)
- Ascolta la canzone del vento, regia di Matteo Petrucci (2003)[19]
- Balla con noi - Let's Dance di Cinzia Bomoll (2011)
- Il contagio di Matteo Botrugno e Daniele Coluccini (2017)

### Televisione
- Don Matteo - serie TV, episodio 02x07 (2001)
- Una cosa in mente - San Giuseppe Benedetto Cottolengo - film TV, regia di Paolo Damosso (2004)
- Diritto di difesa - serie TV (2004)
- Raccontami - serie TV (2006-2008)

### Cortometraggi
- Non farai del male, regia di Luca Elmi (2011)
- W, regia di Matteo Botrugno, Daniele Coluccini e Francesca Draghetti (2014)
- Cereal Killer 1-2, regia di Francesca Draghetti (2015)
- La teoria del sangue, regia di Luca Elmi (2019)
- Neanche l'odio, regia di Luca Elmi (2024)

## Programmi televisivi
- In bocca al lupo! (Rai 1, 1999)
- Bugie (Rai 3, 2002)
- Insegnami a sognare (Rai 1, 2010)

## Teatro
- Con le pietre in tasca di Marie Jones, regia di Francesca Draghetti (2000-2002)
- Atti impuri di Stefano Disegni, regia di Attilio Corsini, con Massimo Giuliani, Patrizia Loreti, Stefano Oppedisano e Selvaggia Quattrini (2001)[20]
- Sogno di una notte di mezza estate di William Shakespeare, regia di Riccardo Cavallo (2006-2014)
- Un amore da incubo, testo e regia di Francesca Draghetti (2008)[21]
- Un Natale rosso Sherlock, testo e regia di Francesca Draghetti (2009)[22]
- Rumori fuori scena di Michael Frayn, regia di Attilio Corsini (2022-2024)[23]